# Flotel Europa (film)
Flotel Europa er en dansk dokumentarfilm fra 2015 med instruktion og manuskript af Vladimir Tomić.
Statens Museum for Kunst erhvervede filmen i 2019 og den indgik som en del af deres udstilling Forbindelser - danske kunstnere fra det tidligere Jugoslavien i 2022 og 2023.

## Handling
Filmen handler om at vokse op på den midlertidige flygtningelejr Flotel Europa - et kæmpe skib i kanalerne i København. Da Vladimir Tomic var 12 år gammel, tilbragte han to år på båden med tusindvis af andre flygtninge fra krigen i Bosnien-Hercegovina, mens de ventede på at få asyl. Nu, to årtier senere, tager han seerne med på en rejse om hvordan det var at vokse op på skibet. Gennem gamle optagelser, som flygtningene sendte hjem til familien, de havde efterladt, giver filmen en unik og personlig indsigt i Tomics år på Flotellet. Men de grynede videoer fortæller også historien om ungdommen og om Tomics første store kærlighed, Melissa med de smukke øjne.